# Carmena
Carmena – gmina w Hiszpanii, w prowincji Toledo, w Kastylii-La Mancha, o powierzchni 46,67 km². W 2011 roku gmina liczyła 839 mieszkańców.